# حامول كبير الزهرة
حامول كبير الزهرة (الاسم العلمي: Cuscuta grandiflora) هو نوع من النباتات يتبع جنس الحامول من الفصيلة المحمودية.